# Pouteria tannaense
Pouteria tannaense là một loài thực vật có hoa trong họ Hồng xiêm. Loài này được (Guillaumin) ined. miêu tả khoa học đầu tiên.